# Motorhistoriska Sällskapet
Motorhistoriska Sällskapet (MHS) är en ideell svensk förening för allehanda veteranfordon, grundad 1965. 
Föreningen är riksomfattande och har ca 6000 medlemmar. Klubben är ansluten till MHRF   
Motorhistoriska Riksförbundet.
Föreningens målsättning är att bevara fordonen i ursprungligt skick, och det kulturarv de representerar.

Föreningen ger ut klubbtidningen Motorhistoriskt Magasin och Motorhistoriskt Annonsmagasin.